# Симон Якавюк
Симон Якавюк (30 листопада 1881, с. Дубини, Більський повіт, Гродненська губернія, Російська імперія — 25 серпня 1973, Гродно) — білоруський громадсько-політичний діяч.

## Життєпис
Народився 1881 року в селянській родині. Закінчив Бельське 8-класове повітове училище (1897). Навчався у Вільнюському коледжі, а з 1900 почав працювати на залізниці в Білостоці.
У 1914 призваний до царської армії, учасник Першої світової війни, прапорщик (1916), служив на Кавказькому фронті.
Член Гродненського білоруського селянського з'їзду (1918). Був членом Білоруської Центральної ради Гродненщини (1919).
28 березня 1920 року обраний до Білоруського національного комітету у Гродно.
Після того, як польська влада закрила Гродненський БНК 21 березня 1921, діяв у підпіллі.
У листопаді 1922 обраний послом (депутатом) польського сейму.
Був членом Білоруського посольського клубу. Фігурант «процесу 45» у Білостоку (1923), на якого якому обвинувачувався у зв'язках з білоруськими повстанцями, виправданий судом. Наприкінці грудня 1923 Варшавський окружний суд засудив Якавюка до чотирьох років каторжних робіт. Напочатку 1924 переїхав до Каунасу (Литва).
Брав участь у політичному житті білоруської еміграції, був членом Білоруського культурно-просвітницького товариства, обирався його головою. Під час Другої світової війни перебував на зайнятій німецькими військами території, брав участь у антинацистському русі.
Після війни — на фермерських роботах у Литві. У 1955 подав заяву на отримання особистої пенсії, посилаючись на багаторічну (з 1918 р.) співпрацю з совєцькими спецслужбами. На початку 1960-х переїхав до Гродно.
Помер 25 серпня 1973. Похований у Гродні.